# Ubušínek
Ubušínek (deutsch Klein Ubuschin) ist eine Gemeinde in Tschechien. Sie liegt fünf Kilometer südwestlich von Bystré und gehört zum Okres Žďár nad Sázavou.

## Geographie
Ubušínek befindet sich linksseitig der Svratka in der Böhmisch-Mährischen Höhe. Das mährische Dorf liegt südlich der historischen Grenze zwischen Mähren und Böhmen in der Talmulde des Baches Hrabovec. Nördlich erhebt sich der Veselík (712 m), im Nordosten der Navrátilův kopec (737 m) und Šubrtův kopec (746 m), südlich der Hromobitek (704 m) und im Westen der Šípův vrch (700 m) und Strachův kopec (650 m).
Nachbarorte sind Nedvězíčko und Nedvězí im Norden, Bystré im Nordosten, Sulkovec im Osten, Polom und Hluboké im Südosten, Veselí im Süden, Dalečín im Südwesten, Unčín im Westen sowie Ubušín im Nordwesten.

## Geschichte
Das Dorf wurde im Zuge der Kolonisation der Grenzwälder zwischen Mähren und Böhmen angelegt. Seit dem 14. Jahrhundert gehörte es den Herren von Pernstein. Erstmals schriftlich erwähnt wurde Ubustyn minori 1395 als Wilhelm I. von Pernstein die Einkünfte aus dem Ort seiner Frau Anežka überschrieb. Sein gleichnamiger Enkel Wilhelm II. von Pernstein erließ den Bewohnern von Malý Ubušín im Jahre 1500 die Pflicht zum Ausschank herrschaftlichen Weines. Ab 1515 entfiel auch Pflicht zur Leistung unbezahlter Fischfuhrdienste für die Herrschaft. Im Jahre 1590 wurde Malý Ubušín zusammen mit elf weiteren Dörfern der Umgebung an die Herrschaft Kunstadt angeschlossen, zu der es bis 1848 gehörte. Seit 1590 war Malý Ubušín Sitz eines Richters, der von der Kunstädter Herrschaft eingesetzt wurde.
Nach der Aufhebung der Patrimonialherrschaften bildete Malý Ubušín mit dem Ortsteil Nedvězíčko eine Gemeinde im Gerichtsbezirk Bystřitz. Ab 1868 gehörte die Gemeinde zum Bezirk Neustadtl in Mähren. Seit Beginn des 20. Jahrhunderts wurde der Ortsname Ubušínek verwendet. Zum Jahresbeginn 1925 erfolgte die Umgemeindung von Nedvězíčko zur Gemeinde Nedvězí in Böhmen. 1961 wurde Ubušínek nach Ubušín eingemeindet und dem Okres Žďár nad Sázavou zugeordnet. 1964 erfolgte die Umgemeindung nach Sulkovec. 1990 entstand die Gemeinde neu. Ubušínek besteht heute aus 47 Häusern, von denen 32 als Wohnhäuser dienen.

## Ortsgliederung
Für die Gemeinde Ubušínek sind keine Ortsteile ausgewiesen.

## Sehenswürdigkeiten
In Ubušínek sind zahlreiche Gebäude in Volksbauweise erhalten. Im Jahre 1995 wurde der Ort als dörfliches Denkmalschutzgebiet erklärt.

## Söhne und Töchter der Gemeinde
- Tomáš Juren (1750–1829), evangelischer Theologe